# Miriam Vogt
Miriam Vogt (Starnberg, 20 de marzo de 1967) es una deportista alemana que compitió en esquí alpino.
Ganó una medalla de oro en el Campeonato Mundial de Esquí Alpino de 1993, en la prueba combinada. 
Estudió Economía en la Universidad de Múnich y el grado de Economía del Deporte en la European Business School. Fue presidenta de la Federación Bávara de Esquí de 2005 a 2013, y en este año se convirtió en vicepresidenta de la Federación Alemana de Esquí.

## Palmarés internacional
| Campeonato Mundial | Campeonato Mundial | Campeonato Mundial | Campeonato Mundial |
| Año                | Lugar              | Medalla            | Prueba             |
| ------------------ | ------------------ | ------------------ | ------------------ |
| 1993               | Morioka (Japón)    | Medalla de oro     | Combinada          |